# Rennfieber
Rennfieber ist ein 1917 gedrehter, deutscher Stummfilm aus dem Pferderennsportmilieu von Richard Oswald mit Bernd Aldor in der Hauptrolle.

## Handlung
Hausdiener Knesebeck von der Firma Braun & Co. ist ein leidenschaftlicher Wettspieler. Wann immer es geht, hält er sich am Turf auf. Da der Lehrling der Firma, Fritz Kleinke, Glück im Spiel hat, holt Knesebeck den jungen Mann gern an seine Seite. Bald will Fritz nicht mehr nur der Glücksbringer des alten Knesebeck sein, sondern geht auf eigene Faust zur Rennbahn, um eigenes Geld zu setzen. Und tatsächlich gewinnt er in einem fort. Als eines Tages auch sein Chef mitgekommen ist, überredet er diesen, wie er auf die Nummer 6 zu setzen, da diese Nummer bestimmt gewinnen werde. Fritz investiert die stolze Summe von 500 Mark und gewinnt ein weiteres Mal. Doch nicht nur die schnellen Vierbeiner haben es Fritz angetan, er ist auch ganz verzaubert von der Tochter seines Chefs, Alice. Auf die hat aber auch der Rennstallbesitzer Hahn ein Auge geworfen.
Fritz hat derweil derart viel Geld zusammengescheffelt, dass es sich für ihn lohnt, zum ersten Mal ein Bankkonto zu eröffnen. Dies bleibt auch seinem Chef nicht verborgen, der sich momentan in Geldnöten befindet. Bald ist Kleinke auch in Geschäftsdingen der Firma Braun & Co. involviert und befindet, dass jetzt die richtige Zeit sei, um die Hand von Alice anzuhalten. Der Alte sagt ja, und beide jungen Leute heiraten. Hahn ist deswegen stocksauer, dass ihm der kleine Firmenpinsel die Traumbraut vor der Nase weggeschnappt hat und spinnt jetzt eine Intrige gegen Kleinke. Er manipuliert einen Einsatz, bei dem Fritz eine Menge Geld verliert, woraufhin Fritz seiner Alice versprechen muss, nie mehr wieder zu spielen. 
Aufgrund eines finanziellen Engpasses wird Fritz bald wortbrüchig, woraufhin seine enttäuschte Gattin ihn verlässt. Fritz ist untröstlich über diesen Verlust und stürzt sich nun noch mehr in die Arbeit. Für die Firma soll er ins Ausland gehen. Ehe er das Land verlässt, bittet er seine Noch-Ehefrau Alice um ein Wiedersehen. Alice, die ihn noch liebt, kann nicht nein sagen, und beide versöhnen sich dabei. Den intriganten Schurken Hahn ereilt die gerechte Strafe: er fällt beim Ausritt vom Pferd und bricht sich das Genick.

## Produktionsnotizen
Rennfieber entstand Ende 1917, passierte im Februar 1918 die Filmzensur und erlebte seine Uraufführung am 15. März 1918. Die Außendrehs fanden auf der Rennbahn Grunewald statt. Der Film maß insgesamt 1614 Meter, verteilt auf vier Akte.

## Kritik
„Bernd Aldor in der Hauptrolle des ersten Lehrlings einer großen Firma hat uns seine Kunst von einer neuen Seite gezeigt. Wir müssen gestehen, daß er uns höchst befriedigt hat. Der photographisch ausgezeichnete Film bringt abwechslungsreiche Aufnahmen vom Rennplatze, und zwar von den verschiedensten Perspektiven aufgenommen. Wir können das Rennen in allen Phasen verfolgen und schon dadurch wirkt der Film äußerst spannend und interessant. Die vortreffliche Regie Richard Oswalds ist noch hervorzuheben.“